# Championnat de France de futsal de deuxième division 2018-2019
Navigation
Saison 2017-2018 Saison 2019-2020
Le Championnat de France de futsal Division 2 2018-2019 est le championnat national de second niveau du futsal français.
Le championnat est constitué de deux groupes composés de dix équipes. À la fin de la saison, le premier de chaque groupe accède à la Division 1 alors que les deux derniers sont relégués en ligues régionales.

## Format de la compétition
Le championnat de Division 2 Futsal est composé de deux groupes dont chaque premier est promu en Division 1 pour la saison suivante. Le meilleur des deux, au ratio points par match, est sacré champion de D2.
Les clubs placés aux deux dernières places dans les deux poules sont directement reléguées dans leur plus haut niveau régional respectif.
Un barrage d'accession entre les champions régionaux déterminent les promus en D2 pour la saison suivante.

## Équipes participantes
Relégué en Division 2 après avoir pris part à toutes les éditions de Division 1, le Bruguières SC cède ses droits sportifs au Toulouse Métropole FC. Sportivement relégué en D2, le FC Picasso Échirolles s’aligne finalement en Régional 1. Enfin, pénalisé de douze points en début de saison, le Montpellier Méditerranée Futsal redescend en D2, deux ans après avoir quitté cette division.
Les quatre promus sont déterminés par la phase d’accession interrégionale qui regroupe seize clubs issus des treize ligues métropolitaines.
| \| Caluire Compiègne Rennes Torcy Furiani Faches-Thumesnil Orchies Hérouville Nantes Laval Vénissieux Neuhof Kingersheim Pfastatt Clénay Plaisance Reims Bagneux Montpellier Bruguières \| Localisation des clubs engagés dans le championnat. |
| Caluire Compiègne Rennes Torcy Furiani Faches-Thumesnil Orchies Hérouville Nantes Laval Vénissieux Neuhof Kingersheim Pfastatt Clénay Plaisance Reims Bagneux Montpellier Bruguières                                                           |

| Club                            | Localisation           | Classement 2017-2018      | Groupe | Depuis |
| ------------------------------- | ---------------------- | ------------------------- | ------ | ------ |
| Étoile lavalloise               | Laval                  | 2e, groupe A              | A      | 2015   |
| Hérouville Futsal               | Hérouville-Saint-Clair | 3e, groupe A              | A      | 2016   |
| Bagneux Futsal                  | Bagneux                | 4e, groupe A              | A      | 2016   |
| Nantes C'West                   | Nantes                 | 6e, groupe A              | A      | 2015   |
| AJM Faches-Thumesnil            | Faches-Thumesnil       | 7e, groupe A              | A      | 2013   |
| Orchies Pévèle FC               | Orchies                | 8e, groupe A              | A      | 2017   |
| Reims Métropole                 | Reims                  | 8e, groupe B              | A      | 2017   |
| FC Compiègne                    | Compiègne              | 1er R1 Picardie           | A      | 2018   |
| Tour d'Auvergne de Rennes       | Rennes                 | 1er R1 Bretagne           | A      | 2018   |
| ÉU Torcy                        | Torcy                  | 2e R1 Paris Île-de-France | A      | 2018   |
| Montpellier Méditerranée Futsal | Montpellier            | 11e D1                    | B      | 2018   |
| Toulouse Métropole FC           | Bruguières             | 12e D1                    | B      | 2018   |
| Kingersheim Futsal              | Kingersheim            | 2e, groupe B              | B      | 2016   |
| Pfastatt Futsal                 | Pfastatt               | 3e, groupe B              | B      | 2013   |
| Plaisance All-Stars             | Plaisance-du-Touch     | 4e, groupe B              | B      | 2016   |
| USJ Furiani                     | Furiani                | 5e, groupe A              | B      | 2017   |
| Neuhof Futsal                   | Strasbourg             | 5e, groupe B              | B      | 2017   |
| Futsal Club Dijon Clénay        | Clénay                 | 6e, groupe B              | B      | 2015   |
| Vénissieux FC                   | Vénissieux             | 7e, groupe B              | B      | 2017   |
| AS Martel Caluire               | Caluire-et-Cuire       | 1er R1 LAuRA              | B      | 2017   |

## Compétition

### Classements
Groupe A
| Rang | Équipe                | Pts | J  | G  | N | P  | Bp  | Bc  | Diff |
| ---- | --------------------- | --- | -- | -- | - | -- | --- | --- | ---- |
| 1    | Orchies Pévèle FC     | 54  | 18 | 18 | 0 | 0  | 134 | 52  | +82  |
| 2    | ÉU Torcy Futsal P     | 34  | 18 | 11 | 1 | 6  | 89  | 75  | +14  |
| 3    | Bagneux Futsal        | 33  | 18 | 10 | 3 | 5  | 109 | 90  | +19  |
| 4    | Hérouville Futsal     | 33  | 18 | 10 | 3 | 5  | 136 | 100 | +36  |
| 5    | Étoile lavalloise     | 33  | 18 | 9  | 6 | 3  | 92  | 65  | +27  |
| 6    | TA Rennes P           | 22  | 18 | 7  | 1 | 10 | 70  | 71  | -1   |
| 7    | Lille Faches Football | 21  | 18 | 7  | 0 | 11 | 88  | 106 | -18  |
| 8    | Reims Métropole       | 20  | 18 | 6  | 2 | 10 | 82  | 99  | -17  |
| 9    | FC Compiègne P        | 7   | 18 | 2  | 1 | 15 | 58  | 146 | -88  |
| 10   | Nantes C'West         | -1  | 18 | 1  | 1 | 16 | 57  | 111 | -54  |

Groupe B
| Rang | Équipe                  | Pts | J  | G  | N | P  | Bp  | Bc  | Diff |
| ---- | ----------------------- | --- | -- | -- | - | -- | --- | --- | ---- |
| 1    | Toulouse MFC N          | 48  | 18 | 16 | 0 | 2  | 100 | 26  | +74  |
| 2    | Kingersheim Futsal      | 38  | 18 | 12 | 2 | 4  | 94  | 72  | +22  |
| 3    | Pfastatt Futsal         | 28  | 18 | 9  | 1 | 8  | 64  | 67  | -3   |
| 4    | Neuhof Futsal           | 27  | 18 | 8  | 3 | 7  | 81  | 66  | +15  |
| 5    | Montpellier MF R        | 27  | 18 | 10 | 1 | 7  | 74  | 49  | +25  |
| 6    | USJ Furiani             | 26  | 18 | 8  | 2 | 8  | 77  | 85  | -8   |
| 7    | Martel Caluire Futsal P | 25  | 18 | 8  | 1 | 9  | 78  | 67  | +11  |
| 8    | Plaisance All-Stars     | 18  | 18 | 5  | 3 | 10 | 69  | 78  | -9   |
| 9    | FC Dijon Clénay         | 12  | 18 | 4  | 0 | 14 | 54  | 110 | -56  |
| 10   | Vénissieux FC           | 8   | 18 | 3  | 1 | 14 | 46  | 117 | -71  |

Promotions et relégations
- Accession en Division 1 2019-2020
- Repêchage après une relégation sportive en Ligue régionale
- Relégation en Ligue régionale 2019-2020
- Rétrogradation en Ligue régionale 2019-2020

Abréviations
- P : Promu de Ligue régionale 2017-2018

- R : Relégué de Division 1 2017-2018

- N : Nouveau club

### Résultats
Groupe A
| Résultats (dom.\ext.)                                      | Orch. | Tor. | Bagn. | Hér. | Lav. | Ren. | Fach. | Rei. | Com. | Nan. |
| Orchies Pévèle FC                                          |       | 11-3 | 7-1   | 7-3  | 3-1  | 4-1  | 9-1   | 6-0  | 13-1 | 8-3  |
| ÉU Torcy Futsal P                                          | 5-8   |      | 7-4   | 3-6  | 2-5  | 5-1  | 9-7   | 8-4  | 7-2  | 7-3  |
| Bagneux Futsal                                             | 5-6   | 5-3  |       | 3-6  | 4-4  | 5-3  | 7-4   | 5-5  | 16-6 | 7-4  |
| Hérouville Futsal                                          | 5-7   | 5-8  | 6-10  |      | 8-8  | 5-4  | 10-4  | 11-6 | 20-3 | 14-4 |
| Étoile lavalloise                                          | 7-8   | 3-3  | 4-4   | 4-4  |      | 6-6  | 9-3   | 3-6  | 5-3  | 9-0  |
| TA Rennes P                                                | 3-6   | 4-2  | 4-5   | 3-6  | 2-6  |      | 5-6   | 3-2  | 10-5 | 3-0  |
| Lille Faches Football                                      | 2-6   | 3-4  | 9-10  | 7-3  | 3-7  | 1-7  |       | 4-3  | 8-4  | 5-3  |
| Reims Métropole                                            | 4-8   | 4-5  | 7-5   | 6-10 | 2-3  | 5-3  | 5-4   |      | 4-7  | 7-7  |
| FC Compiègne P                                             | 3-10  | 0-4  | 5-6   | 7-7  | 2-4  | 1-3  | 2-11  | 2-6  |      | 3-0  |
| Nantes C'West                                              | 4-7   | 0-4  | 0-7   | 6-7  | 2-4  | 1-5  | 3-6   | 5-6  | 12-2 |      |
| - Victoire à domicile - Match nul - Victoire à l'extérieur |       |      |       |      |      |      |       |      |      |      |

Groupe B
| Résultats (dom.\ext.)                                      | Tou. | King. | Pfa. | Neu. | Mon. | Fur. | Cal. | Plai. | Clé. | Vén. |
| Toulouse MFC R                                             |      | 4-1   | 6-0  | 10-1 | 4-2  | 10-2 | 4-2  | 3-1   | 6-1  | 7-0  |
| Kingersheim Futsal                                         | 3-2  |       | 7-6  | 9-7  | 2-9  | 13-8 | 5-2  | 3-3   | 8-3  | 3-0  |
| Pfastatt Futsal                                            | 4-3  | 3-2   |      | 4-4  | 5-3  | 3-1  | 1-3  | 3-6   | 7-4  | 3-1  |
| Neuhof Futsal                                              | 2-3  | 1-4   | 7-1  |      | 3-0  | 5-5  | 7-0  | 6-3   | 6-2  | 3-0  |
| Montpellier MF R                                           | 0-3  | 5-4   | 0-3  | 3-3  |      | 4-2  | 2-1  | 6-3   | 10-1 | 10-2 |
| USJ Furiani                                                | 0-6  | 5-5   | 4-2  | 2-0  | 0-6  |      | 3-8  | 8-3   | 9-1  | 10-4 |
| Martel Caluire Futsal P                                    | 3-7  | 6-7   | 1-4  | 5-3  | 3-0  | 3-4  |      | 3-3   | 4-6  | 18-2 |
| Plaisance All-Stars                                        | 2-3  | 3-7   | 5-3  | 7-6  | 4-5  | 3-5  | 4-5  |       | 7-2  | 6-3  |
| FC Dijon Clénay                                            | 0-7  | 2-5   | 4-7  | 6-9  | 4-3  | 2-5  | 3-7  | 4-3   |      | 7-3  |
| Vénissieux FC                                              | 2-12 | 3-6   | 6-5  | 2-8  | 2-6  | 7-4  | 2-4  | 3-3   | 4-2  |      |
| - Victoire à domicile - Match nul - Victoire à l'extérieur |      |       |      |      |      |      |      |       |      |      |

## Barrages d'accession en D2
Les samedis 25 mai et le 8 juin 2019, un nombre prédéterminé d'équipes les mieux classées des Ligues régionales s'affrontent sur deux tours de barrage à élimination directe pour déterminer les équipes promues en D2 2019-2020.
| Premier tour,                              | Premier tour, | Premier tour,                      | Second tour          | Second tour | Second tour          |
| Domicile                                   | Score         | Extérieur                          | Domicile             | Score       | Extérieur            |
| Collectif Illzach (Grand Est)              | -             | Celta CF                           | Futsal Paulista      | 6 - 3       | Collectif Illzach    |
| Bastia Centre (2e Corse)                   | 0 - 9         | Futsal Paulista (2e Paris IdF)     | Futsal Paulista      | 6 - 3       | Collectif Illzach    |
| AS Avion                                   | -             | Villeneuve d'Ascq (2e Hauts-de-F.) | FCO St-Jean-de-la-R. | -           | Villeneuve d'Ascq    |
| FCO St-Jean-de-la-R. (Centre VdL)          | -             | Villers Houlgate                   | FCO St-Jean-de-la-R. | -           | Villeneuve d'Ascq    |
| Nantes Doulon                              | -             | Héricourt                          | Nantes Doulon        | -           | FC Chavanoz          |
| FC Chavanoz (1er LAuRA)                    | 9 - 2         | Pierrefitte FC (1er Paris IdF)     | Nantes Doulon        | -           | FC Chavanoz          |
| FC Nice Gambette (Méditerranée)            | -             | AS Ajaccio (1er Corse)             | FC Gambette          | -           | Pessac Chataigneraie |
| Pessac Chataigneraie (1er Nouvelle-Aquit.) | -             | Carcassonne                        | FC Gambette          | -           | Pessac Chataigneraie |

## Bilan de la saison
| Tableau d'honneur de la saison 2018-2019 |                                                                    |                        |                                                                           |
| Champion de France de Division 2         |                                                                    |                        |                                                                           |
| Orchies Pévèle Futsal Club               |                                                                    |                        |                                                                           |
| Promotions et relégations                |                                                                    |                        |                                                                           |
| Promus en Division 1                     | Orchies Pévèle FC Toulouse Métropole FC                            | Relégués de Division 1 | Beaucaire Futsal Bastia Agglo Futsal                                      |
| Relégués en Régional 1                   | FC Compiègne Nantes C'West FC Dijon Clénay (repêché) Vénissieux FC | Promus de Régional 1   | FC Chavanoz Pessac Châtaigneraie Futsal Paulista Villeneuve-d'Ascq Futsal |